# Powiat Lissa
Powiat Lissa (niem. Kreis Lissa, pol. powiat leszczyński) – niemiecki powiat istniejący w okresie od 1887 do 1919 r. na terenie prowincji poznańskiej.
Powiat Lissa utworzono w 1887 r. ze wschodniej części powiatu Fraustadt. W 1918 r. w prowincji poznańskiej wybuchło powstanie wielkopolskie przeciwko rządom niemieckim, ale większość powiat Lissa pozostała pod kontrolą niemiecką. Jedynie rejon Osiecznej znalazł się pod kontrolą powstańców. W ramach traktatu wersalskiego z 1919 r. terytorium powiatu trafiło w 1920 r. do polskiego powiatu leszczyńskiego. W czasie II wojny światowej niemieckie władze okupacyjne utworzyły w okupowanej Wielkopolsce powiat Lissa, który od 1941 r. funkcjonował pod nazwą Lissa (Wartheland). W 1945 r. Armia Czerwona zajęła Wielkopolskę, a teren przejęła administracja polska.
W 1910 r. powiat obejmował 95 gmin o powierzchni 524,85 km² zamieszkanych przez 44.579 osób.